# Here Come the Miracles
Here Come The Miracles è un album di Steve Wynn. È il primo album della cosiddetta Desert Trilogy, e il primo doppio album in assoluto della carriera di Steve Wynn.; è stato registrato a Tucson, in Arizona
La critica lo considera il miglior album che abbia mai registrato dopo lo scioglimento dei The Dream Syndicate, non a caso ha vinto il premio come miglior Rock Alternative album del 2001 all'AFIM Indie Awards di quell'anno.
Le canzoni sono state composte tutte dallo stesso Wynn, tranne la title track, Death Valley Rain e Topanga Canyon Freaks  composte in collaborazione con Linda Pitmon. Le sonorità richiamano il periodo dei The Dream Syndicate ma mantengono una propria originalità.
L'album passa con disinvoltura dalla voce filtrata della title track ad una ballata come Shades Of Blue per tornare ad un hard rock psichedelico con Sustain fino ad arrivare alla ballata in stile Velvet Underground di Blackout.
Dopo il blues amaro di Butterscotch  le chitarre tornano a ruggire con Southern California Line, segue un attimo di relax, con la lenta Morningside Heights e l'ipnotica Let's Leave It Like That, e poi si riparte con il punk blues sparato a tutta velocità di Crawling Misanthropic Blues.
La lenta Drought e l'acida Death Valley Rain chiudono il primo disco.
Il secondo disco parte con Strange New World, una canzone aggressiva a metà tra Bo Diddley e gli Stooges,  seguita dal mid-tempo Sunset To The Sea e dalla lunga e lenta Good And Bad  impreziosita dall'assolo di chitarra centrale.
La ricerca maniacale di suoni di sottofondo caratterizza Topanga Canyon Freaks un pezzo  a metà tra gli INXS e i King Crimson, mentre Watch Your Step è un pezzo decisamente rock sia rispetto alla canzone precedente che alla successiva Charity una ballata triste.
Psichedelia e chitarre distorte intervallate dalla cantata tranquilla di Steve Wynn sono gli ingredienti  di Smash Myself To Bits mentre a chiudere l'album ci pensa There Will Come A Day un pezzo che tenta di unire i cori alla John Lennon con il Paisley Underground.

## Musicisti
- Steve Wynn (voce, chitarra, cori)
- Linda Pitmon (batteria)
- Chris Cacavas (tastiere)
- Chris Brokaw (chitarra)

con la partecipazione di:
- John Convertino
- Howe Gelb (Giant Sand)

## Tracce

### Disco 1
1. Here Come The Miracles 	2:39
2. Shades Of Blue 		4:17
3. Sustain 			4:54
4. Blackout 			3:41
5. Butterscotch 			4:04
6. Southern California Line 	4:28
7. Morningside Heights 		2:45
8. Let's Leave It Like That 	3:08
9. Crawling Misanthropic Blues 	2:17
10. Drought 			3:24
11. Death Valley Rain 		5:16

### Disco 2
1. Strange New World 		3:33
2. Sunset To The Sea 		3:25
3. Good And Bad 			8:11
4. Topanga Canyon Freaks 		5:31
5. Watch Your Step 		3:53
6. Charity 			5:45
7. Smash Myself To Bits 		5:02
8. There Will Come A Day 		5:46